# Socha Panny Marie Svatohorské (Heřmanův Městec)
Barokní pískovcová socha Panny Marie Svatohorské od neznámého autora se od roku 1766 nalézá na návrší na západním okraji města Heřmanův Městec v okrese Chrudim. Socha je od 23. května 2016 chráněna jako nemovitá kulturní památka ČR.

## Popis
Socha Panny Marie Svatohorské se nalézá ve čtverhranné ozdobné kovové mříži na uměle navršeném návrší u turistického odpočinkového místa u křižovatky ulic Čáslavská a Průhon.
Na dvou čtvercových pískovcových schodech stojí nízký, nahoře profilováním okosený hranolový podstavec s odsazenými boky. Na podstavci stojí užší pilíř ozdobený na bocích volutami a zakončený nahoře profilovanou, ve středu vzhůru obloukovitě vzepjatou římsou, ve které je upevněn kovový trn pro lucernu. Voluty jsou z přední i zadní strany zdobeny rokajovým motivem. Na čelní straně pilíře je ve středu umístěna rostlinná kartuš s vytesaným nápisem „Zdrávas Maria“. Na zadní straně pilíře jsou vytesány nápisy: „Tato Socha geft postavena Le. 1766“ a pod ním „Obnovena v roce 1852“.
Na římse stojí na nízkém profilovaném podstavci ozdobeném dole volutami socha Panny Marie Svatohorské s Ježíškem. Panna Marie s pokrčenou pravou nohou je oděna ve dlouhý splývavý šat s pláštěm přes ramena, Ježíška částečně zahaleného pláštěm drží na pravé ruce. Oba mají na hlavách koruny se zlaceným křížkem.
Barokní socha datovaná rokem 1766 svým ztvárněním značně připomíná sochařskou výzdobu na kostele sv. Bartoloměje , která jsou signována „Kajetán Beuhl 1761“.